# Shani Davis
Shani Earl Davis (ur. 13 sierpnia 1982 w Chicago) – amerykański łyżwiarz szybki, wielokrotny medalista olimpijski i mistrzostw świata oraz wielokrotny zdobywca Pucharu Świata.

## Kariera

### Junior
W wieku 16 lat Davis został zaproszony do Lake Placid, aby brać udział w programie dla młodych łyżwiarzy szybkich. Po roku treningu Davis zdecydował się spełnić swoje olimpijskie marzenia i przeniósł się do Marquette, aby poprawić swoje osiągnięcia. Chodził tam do Marquette Senior High School.

### Punkt zwrotny
Davis przeszedł z zawodów juniorskich do seniorskich w 2003. Został mistrzem Ameryki Północnej w lutym 2003 i zakwalifikował się na mistrzostwa świata w Göteborgu. Osiągnął tam jednak znacznie gorszy rezultat niż zazwyczaj, kończąc zawody na 16. miejscu.
W styczniu 2004 zdobył, po raz drugi z rzędu, mistrzostwo Ameryki Północnej. Davis ukończył na drugim miejscu mistrzostwa świata w wieloboju w Hamar. W marcu Shani zdobył złoty medal mistrzostw świata na dystansie 1500 m podczas mistrzostw świata na dystansach w Seulu.
Davis ustanowił trzy rekordy świata w 2005 - dwa z nich uzyskał w Salt Lake City. 9 stycznia 2005 podczas kwalifikacji do mistrzostw świata ustanowił rekord świata na dystansie 1500 m czasem 1:43,33. Miesiąc później Davis wygrał wielobojowe mistrzostwa świata. W listopadzie Davis poprawił kolejny rekord świata tym razem na dystansie 1000 m czasem 1:07,03. Davis uzyskiwał dobre czasy na tych dystansach, co pozwoliło mu automatycznie zakwalifikować się na igrzyska olimpijskie w Turynie, opuszczając zawody kwalifikacyjne. Za te osiągnięcia w 2005 po raz pierwszy w karierze został uhonorowany Nagrodą Oscara Mathisena.
Na igrzyskach olimpijskich w Turynie w 2006 roku, został pierwszym czarnoskórym mistrzem olimpijskim w konkurencji indywidualnej (1000 m) i czwartym czarnoskórym medalistą zimowych igrzysk olimpijskich. Zdobył także srebrny medal w biegu na 1500 m. Wywalczył mistrzostwo świata w wieloboju w latach 2005 i 2006, zdobył srebrny medal w 2004 i został mistrzem świata na dystansie 1500 m w 2004. Zwycięzca klasyfikacji generalnej Pucharu Świata w sezonie 2013/2014.

### Zimowe Igrzyska Olimpijskie, Turyn 2006

#### Turyn i kontrowersje z biegiem drużynowym
Kolega z zespołu Shaniego, Chad Hedrick, chciał poprawić osiągnięcie Erica Heidena z igrzysk olimpijskich z 1980 i zdobyć sześć złotych medali na jednych igrzyskach. W programie znajdowało się pięć konkurencji indywidualnych, ale piątą była nowość, bieg drużynowy. Hendrick potrzebował dwóch innych łyżwiarzy do drużyny.
Shani stwierdził, że przyjechał na igrzyska olimpijskie startować tylko na dystansach 1000, 1500 i 5000 m, a ponieważ nigdy nie brał udziału w wyścigu drużynowym nie weźmie też udziału w nim podczas igrzysk. Decyzja ta doprowadziła do lekkiego zgrzytu w zespole Stanów Zjednoczonych. Hendrick stwierdził, że jeśli Shani jechałby z nimi to nikt by ich nie pokonał, nie rozumie jego decyzji, ale nie ma zamiaru go błagać, aby ten ją zmienił.
W sobotę 11 lutego skład USA został ogłoszony. Hedrick będzie jechał z Clayem Mullem i Charlsem Ryanem Leveillem w eliminacjach, oszczędzając weteranów KC Boutiette i Dereka Parrę na finały. Zaraz po ogłoszeniu składu prasa amerykańska wytykała Shaniemu, że jest samolubny i brak mu patriotyzmu. 
Marzenia Hedricksa o pięciu złotych medalach skończyły się 17 lutego. USA zostało wyeliminowane w ćwierćfinale pomimo tego, że uzyskali drugi pod względem szybkości czas ćwierćfinałów. Nowicjusz Leveille przekroczył linię mety razem z Hedrickiem, ale Boutiette nie potrafił utrzymać ich tempa.

#### Kontynuacja rywalizacji z Hendrickiem
Po pokonaniu Hendricka na dystansie 1000 m, i zdobyciu złotego medalu, następnym dystansem, na którym się zmierzyli było 1500 m. Davis zdobył srebrny medal, a Hedrick brązowy. Złoty medal zdobył włoski łyżwiarz Enrico Fabris.

### Wyścigi poolimpijskie (2006)
Davis wygrał zawody PŚ na dystansie 1000 m w Heerenveen czasem 1:08,91, zostając pierwszych łyżwiarzem szybkim który uzyskał czas poniżej 1:09 w Heerenveen, wygrał także klasyfikację generalną PŚ na dystansie 1000 m, pomimo że startował tylko w trzech z pięciu zawodów. 
Davis obronił tytuł wielobojowego mistrza świata na MŚ w Calgary, ustanawiając rekord świata w wieloboju zdobywając 145742 punktów.
W 2009 ponownie został laureatem Nagrody Oscara Mathisena.

### Zimowe Igrzyska Olimpijskie, Vancouver 2010
Podczas igrzysk w Vancouver, 16 lutego 2010 obronił tytuł z Turynu na dystansie 1000 m, a cztery dni później zdobył srebro na dystansie 1500 m.

### Mistrzostwa świata w wieloboju sprinterskim 2011
Po nieobecności na sprinterskich mistrzostwach w 2010 powrócił podczas MŚ w Heerenveen, zdobywając brązowy medal.

### Mistrzostwa świata na dystansach 2011
W 2011 roku Shani Davis został mistrzem świata na dystansie 1000 m oraz wicemistrzem świata na dystansie 1500 m. Na tych samych mistrzostwach zdobył również mistrzostwo w sztafecie. Drużyna amerykańska jako pierwsza w historii mistrzostw świata na dystansach pokonała Holendrów.

## Osiągnięcia

### Igrzyska Olimpijskie
| IO             | 500 m | 1000 m | 1500 m | 5000 m |
| -------------- | ----- | ------ | ------ | ------ |
| Turyn 2006     | -     | złoto  | srebro | 7.     |
| Vancouver 2010 | DNF   | złoto  | srebro | 12.    |

### Mistrzostwa świata

#### Mistrzostwa świata na dystansach
| MŚ   | 500 m | 1000 m | 1500 m | 5000 m | 10 000 m |
| ---- | ----- | ------ | ------ | ------ | -------- |
| 2004 | -     | -      | złoto  | 16.    | 11.      |
| 2007 | -     | złoto  | złoto  | 10.    | -        |
| 2008 | -     | złoto  | srebro | 5.     | -        |
| 2009 | 22.   | brąz   | złoto  | -      | -        |
| 2011 | 9.    | złoto  | srebro | -      | -        |

#### Mistrzostwa świata w wieloboju
- 2003 – 16.
- 2004 –
- 2005 –
- 2006 –
- 2007 – 6.
- 2008 –
- 2011 – 7.

#### Mistrzostwa świata w wieloboju sprinterskim
- 2005 – 7.
- 2006 – 8.
- 2007 –
- 2009 –
- 2011 –

## Rekordy życiowe
| Dystans  | Rekord   | Data             | Uwagi                  |
| -------- | -------- | ---------------- | ---------------------- |
| 500 m    | 34,78    | 6 marca 2009     |                        |
| 1000 m   | 1:06,42  | 7 marca 2009     | aktualny rekord świata |
| 1500 m   | 1:41,04  | 11 grudnia 2009  | do 2017 rekord świata  |
| 5000 m   | 6:10,49  | 18 marca 2006    |                        |
| 10000 m  | 13:05,94 | 18 marca 2006    |                        |
| wielobój | 145,742  | 18–19 marca 2006 | aktualny rekord świata |